# Melathiruppanthuruthi
Melathiruppanthuruthi là một thị xã panchayat của quận Thanjavur thuộc bang Tamil Nadu, Ấn Độ.

## Nhân khẩu
Theo điều tra dân số năm 2001 của Ấn Độ, Melathiruppanthuruthi có dân số 8409 người. Phái nam chiếm 48% tổng số dân và phái nữ chiếm 52%. Melathiruppanthuruthi có tỷ lệ 72% biết đọc biết viết, cao hơn tỷ lệ trung bình toàn quốc là 59,5%: tỷ lệ cho phái nam là 78%, và tỷ lệ cho phái nữ là 66%. Tại Melathiruppanthuruthi, 13% dân số nhỏ hơn 6 tuổi.